# Vườn quốc gia Banc d'Arguin
Vườn quốc gia Banc d'Arguin (tiếng Pháp: Parc National du Banc d'Arguin, tiếng Ả Rập: حوض أركين) nằm ở Tây Phi, trên bờ biển phía tây của Mauritanie, giữa Nouakchott và Nouadhibou. Đây là một di sản thế giới của UNESCO với ý nghĩa đăcị biệt như là một địa chỉ lớn cho các loài chim di cư, bao gồm cả chim hồng hạc, dẽ cánh rộng, bồ nông và nhàn biển. Phần lớn các loài cư trú trên các bãi cát thuộc vườn quốc gia, bao gồm cả các đảo Tidra, Niroumi, Nair, Kijji và Arguim. Các vùng biển xung quanh là một trong số các vùng biển đánh cá giàu nhất ở Tây Phi và là nơi sinh sôi của hầu hết các loài cá ở khu vực phía Tây.
Vườn quốc gia Banc d'Arguin là một khu bảo tồn thiên nhiên được thành lập để bảo vệ cả các tài nguyên thiên nhiên và thủy sản có giá trị, đóng góp đáng kể cho nền kinh tế quốc gia, cũng như khoa học địa chất, thẩm mỹ, vì lợi ích và vui chơi giải trí của công chúng. Vườn quốc gia có khu vực rộng lớn là các bãi bùn, là nhà cho hơn hai triệu loài chim di cư từ Bắc Âu, Siberia và Greenland mỗi năm. Khí hậu cùng với việc hoạt động của con người ít ảnh hưởng tới chúng làm cho vườn quốc gia này là một trong những địa điểm quan trọng nhất trên thế giới cho các loài. Số lượng chim làm tổ cũng được ghi nhận là lớn và đa dạng. Từ 25.000 đến 40.000 cặp thuộc 15 loài, làm cho đây trở thành vùng đất lớn nhất của các loài chim mặt nước ở Tây Phi (IUCN đánh giá kỹ thuật, 1989).

## Tình trạng bảo tồn

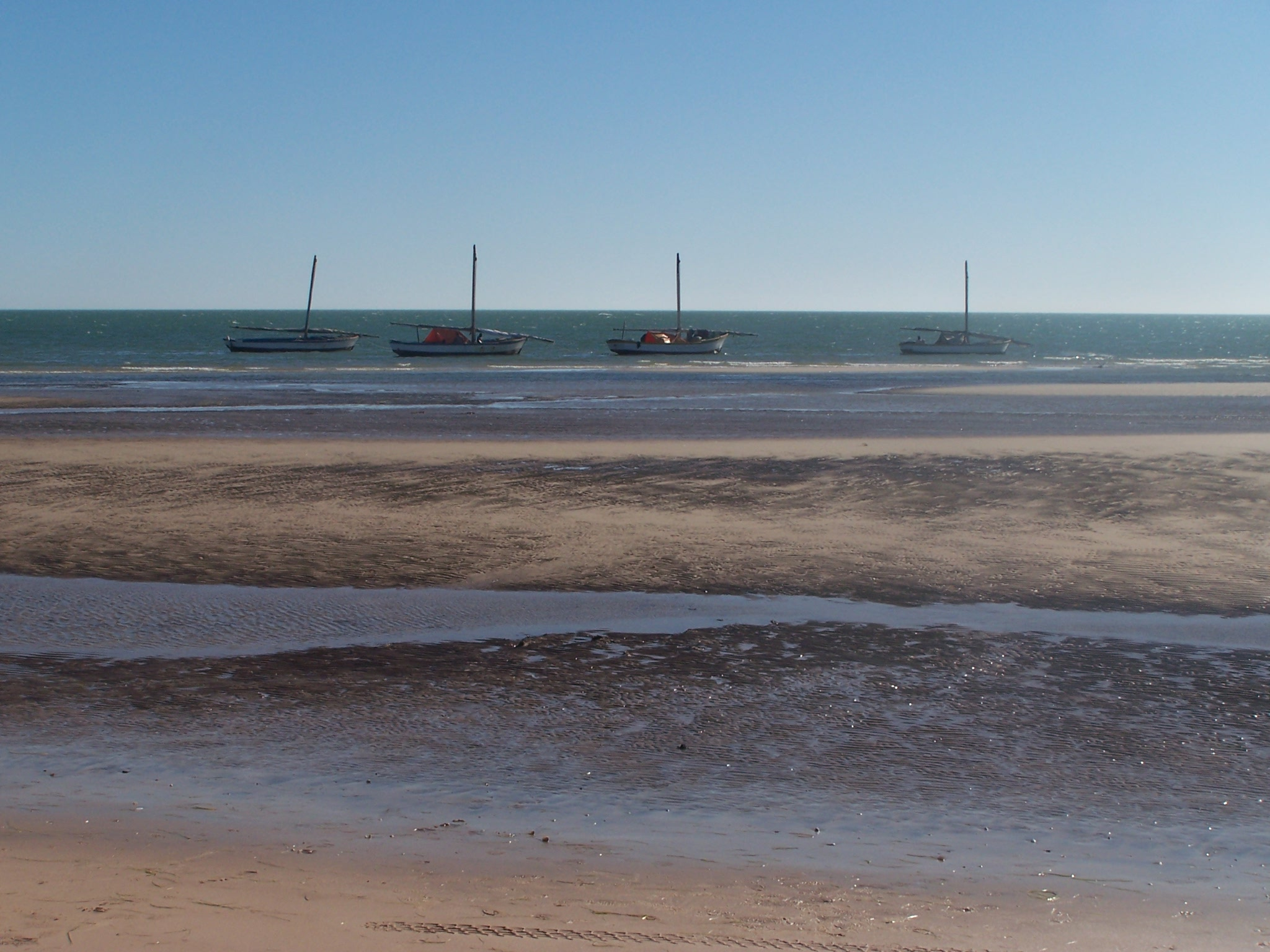
Các tàu đánh cá ở Banc d'Arguin

Mặc dù vườn quốc gia đã được thành lập như là một cách để bảo vệ môi trường, trước tình trạng khai thác quá mức của các tàu quốc tế trong vùng biển ngoài khơi Banc d'Arguin, bên ngoài vườn quốc gia, đang làm suy giảm nguồn lợi thủy sản và có thể gây ra một sự suy giảm của các loài cá sinh sản, làm ảnh hưởng trực tiếp đến nguồn thức ăn của các loài chim. Năm 2006, Mauritanie bán quyền đánh cá cho Liên minh châu Âu để giảm nợ nước ngoài. Chính điều này đã thúc đẩy việc đánh bắt hải sản quá mức, giảm phát triển bền vững, và quyền lợi của người dân địa phương cũng bị ảnh hưởng rất lớn.

## Dân cư
Người dân địa phương tại đây bao gồm khoảng trên 500 người thuộc bộ lạc Imraguen sống ở bảy thôn.Kinh tế của họ phụ thuộc hoàn toàn vào việc đánh bắt cá tự cung tự cấp bằng các phương pháp truyền thống.

## Động vật
Vườn quốc gia này là một trong những cộng đồng đa dạng nhất trên thế giới của các loài chim ăn cá trên thế giới. Ít nhất có 108 loài chim đã được ghi nhận. Loài chim trú đông có số lượng lên tới hơn ba triệu cá thể bao gồm hàng trăm ngàn chim nhạn đen (Chlidonias nigra), hồng hạc (Phoenicopterus ruber), choi choi (Charadrius hiaticula), Choi choi xám (pluvialis squatarola), Dẽ lưng nâu (Calidris canutus), Choắt nâu (Tringa totanus) và Choắt mỏ thẳng (Limosa lapponica)...
Khu vực này là một trong những căn cứ trú đông quan trọng nhất của loài Cò thìa Á Âu (Platalea leucorodia leucorodia). Ngoài ra, đây còn là khu vực sinh sản của Bồ nông chân hồng (Pelecanus onocrotalus), cốc bông lau (Phalacrocorax africanus), mòng nhàn biển (Gelochelidon nilotica), nhàn Caspian (Hydroprogne caspia), Nhàn hoàng gia (Sterna maxima) và Nhàn (Sterna hirundo)... cùng với một số ít loài chim châu Phi như diệc (Ardea cinerea monicae), Cò thìa Á Âu (Platalea leucorodia balsaci) và Diệc san hô phương Tây (Egretta gularis) (IUCN, 1987).

## Khí hậu
Khu vực ven biển, nằm ở khu vực Tiểu Canary, chiều dài ven bờ biển Đại Tây Dương khoảng 754 km. Gió mậu dịch đại dương từ quần đảo Canary gây ra các cơn gió bụi Harmattan, nhưng cũng đem lại khí hậu ẩm ướt của vùng ôn đới. Lượng mưa ở đây rất ít, Nouadhibou có lượng mưa trung bình ít hơn 3 cm mỗi năm và các cơn mưa chỉ xảy ra từ giữa tháng 7 và tháng 9. Nhiệt độ vừa phải, thay đổi từ trung bình cực đại là 28 °C tới 32 °C tại Nouadhibou và Nouakchott, cực tiểu khoảng từ 16 °C tới 19 °C.